# دتموس
دُتْمُوس جنس من الخنافس في فصيلة الخنافس الأرضية.